# Tarso de Melo
Tarso de Melo (Santo André, 3 de dezembro de 1976)  é um advogado e poeta brasileiro.

## Vida e obra
Tarso de Melo fez a graduação na Faculdade de Direito de São Bernardo do Campo e é mestre em Filosofia e Teoria Geral do Direito pela Universidade de São Paulo (USP). Sua dissertação, Direito e ideologia:  um estudo a partir da função social da propriedade rural, foi publicada em 2009 pela Editora Expressão Popular. Cursou o doutorado em Direito na mesma instituição.
Ainda durante o curso de Direito, começou sua carreira literária e editou a revista Monturo (com três edições), em companhia de Fabiano Calixto e Kleber Mantovani. De 2002 a 2004, editou, com Eduardo Sterzi, a revista de poesia Cacto (que teve quatro números). É, desde 2006, um dos editores de K Jornal de Crítica.
Além de sua atividade como crítico, editor e poeta, colaborou com a reedição da correspondência entre Paulo Leminski a Régis Bonvicino, Envie meu dicionário. Coordenou o núcleo de leitura de poesia Observatório do poema, na livraria Alpharrabio, em Santo André. Recebeu a Bolsa Vitae de Artes em 2005, e o projeto financiado gerou o livro de poesia Lugar algum.

## Livros de poesia
- 1999: A lapso. Santo André: Alpharrabio.
- 2001: Um mundo só para cada par, com Fabiano Calixto e Kleber Mantovani. Santo André: Alpharrabio.
- 2001: Deserto: 20 poemas, edição do autor.
- 2002: Carbono. São Paulo: Nankin Editorial; Santo André: Alpharrabio.
- 2005: Planos de fuga e outros poemas. São Paulo: Cosac Naify; Rio de Janeiro: Viveiros de Castro Editora.
- 2007: Lugar algum: com uma teoria da poesia. Santo André: Alpharrabio.
- 2008: Exames de rotina. Florianópolis: Editora da Casa.
- 2012: Caderno inquieto. São Paulo: Dobra Editorial.
- 2017: Íntimo desabrigo. São Paulo: Dobra Editorial.

## Outros livros
- 2000: História da Literatura em Santo André: um ensaio através do tempo. Santo André: Prefeitura de Santo André.
- 2009: Direito e ideologia: um estudo a partir da função social da propriedade rural. São Paulo: Expressão Popular.
- 2009: Vidas à venda. São Paulo: Terceira Margem. Organização com Eduardo Bittar.